# Henry Cotton
Henry Andrew Cotton (18. května 1876 Norfolk, Virginie, USA – 8. května 1933, Trenton, New Jersey) byl americký lékař, psychiatr. V letech 1907 až 1930 byl ředitelem New Jersey State Hospital v Trentonu (Trenton Psychiatric Hospital).
Propagoval teorii, že psychické choroby jsou výsledkem neléčených lokálních zánětů v organismu. Jejich léčbu proto praktikoval chirurgickým nebo stomatologickým zákrokem – odstraněním příslušného orgánu, zubu, mandlí a dalších.
V případě, že se nedostavil kýžený výsledek, tvrdil, že pacient své šílenství polkl a proto dále odřezával žaludek, slezinu a střeva.